# Nína Dögg Filippusdóttir
Nína Dögg Filippusdóttir (Reiquiavique, 25 de fevereiro de 1974) é uma atriz e produtora islandesa. Seus trabalhos mais conhecidos são Börn (2006), Brim (2010), Trapped (2015) e O Assassino de Valhalla (2020).

## Filmografia
| Ano       | Título               | Papel                    | Nota(s)     |
| --------- | -------------------- | ------------------------ | ----------- |
| 2001      | Dramarama            | Auður                    |             |
| 2002      | Hafið                | María                    |             |
| 2002      | Stella í Framboði    | Hrafnhildur              |             |
| 2005      | The Girl in the Café | recepcionista assistente |             |
| 2006      | Börn                 | Karítas                  |             |
| 2007      | Parents              | Nurse                    |             |
| 2007      | Astrópía             | voz                      |             |
| 2007      | Áramótaskaup 2007    | vários papeis            |             |
| 2008      | Country Wedding      | Lára                     |             |
| 2010      | Kóngavegur           | Rósa                     |             |
| 2010      | Brim                 | Drífa                    |             |
| 2011      | Heimsendir           | Sólveig                  | Série de TV |
| 2015      | Réttur               | Soffía                   | Série de TV |
| 2015      | Grafir & Bein        | Sonja                    |             |
| 2015–2016 | Trapped              | Agnes                    | Série de TV |
| 2016      | Hjartasteinn         | Hulda                    |             |
| 2020      | The Valhalla Murders | Kata                     | Série de TV |

## Vida pessoal
Nína era meia-irmã do músico Sigurjón Brink. Ela também é madrinha de sua filha Kristín María Brink.